# Passiflora amalocarpa
Passiflora amalocarpa är en passionsblomsväxtart som beskrevs av João Barbosa Rodrigues. Passiflora amalocarpa ingår i släktet passionsblommor, och familjen passionsblomsväxter. Inga underarter finns listade i Catalogue of Life.